# ALCEI
ALCEI (acronimo di Associazione per la Libertà nella Comunicazione Elettronica Interattiva) Electronic Frontiers Italy è un'associazione fondata nel 1994 da Giancarlo Livraghi, Andrea Mazzucchi e Giorgio Bertazzo. Si tratta di una delle più antiche organizzazioni non governative del mondo, al di fuori degli Stati Uniti d'America, a occuparsi dei temi della libertà della Rete e del rispetto dei diritti civili nell'uso degli strumenti di comunicazione elettronica.
ALCEI nacque nel luglio 1994 come risposta contro le continue azioni della polizia italiana, passate alla storia come Italian Crackdown contro provider BBS sospettati di distribuire materiale pornografico ed illegale.
Pur non essendo una "branca" della Electronic Frontier Foundation, ALCEI mantiene continue relazioni internazionali, quale founding-member della Global Internet Liberty Campaign (GILC) e componente della European Digital Rights Initiative (EDRI).

## Attività
ALCEI si occupa di tematiche legate alla  difesa, lo sviluppo, l'affermazione dei diritti del “cittadino elettronico" :nei seguenti settori: biotecnologie,  crittografia,  data retention,  diritto d'autore e copyright, internet e minori,  internet governance,  libertà di parola e censura,  open source e free software,  privacy,  sequestri di computer